# بيلي إدواردز
بيلي إدواردز (بالإنجليزية: Billy Edwards)‏ (8 يناير 1952 ببادنغتون في المملكة المتحدة - ) هو لاعب كرة قدم بريطاني في مركز الدفاع. لعب مع ماديستون يونايتد ‏ ونادي ويمبلدون ووالتون وهرشام ‏.